# Estación Trebolares
Trebolares es una estación ferroviaria ubicada en la localidad de Trebolares, departamento Maracó, Provincia de La Pampa, Argentina.

## Ubicación
La estación, se encuentra a 566 km de la Ciudad Autónoma de Buenos Aires, y a 20 km de la localidad de General Pico.

## Servicios
No presta servicios de pasajeros. Sus vías están concesionadas a la empresa de cargas Ferroexpreso Pampeano